# Anna Startchenko
Anna Startchenko (russe : Анна Старченко), née le 23 janvier 1991 est une actrice russe.

## Filmographie
- 2022 : Nartai : Katya[2]
- 2024 : Moor[2]
- 2024 : Steppenwolf : Tamara[2]′[3]
- 2024 : Cadet : Alina[2]